# Fuveau
Fuveau é uma comuna francesa na região administrativa da Provença-Alpes-Costa Azul, no departamento de Bouches-du-Rhône. Estende-se por uma área de 30,02 km². Em 2010 a comuna tinha 10 342 habitantes (densidade: 344,5 hab./km²).